# Visions (album de Haken)
Albums de Haken
Aquarius
(2010) The Mountain
(2013)
Visions est le second album studio du groupe britannique de metal progressif Haken, sorti le 24 octobre 2011 sous le label InsideOut Music.

## Liste des titres
| 1.    | Premonition          | 4:10  |
| 2.    | Nocturnal Conspiracy | 13:08 |
| 3.    | Insomnia             | 6:06  |
| 4.    | The Mind's Eye       | 4:05  |
| 5.    | Portals              | 5:27  |
| 6.    | Shapeshifter         | 8:08  |
| 7.    | Deathless            | 8:04  |
| 8.    | Visions              | 22:25 |
| 71:33 |                      |       |